# Videsäckmal
Videsäckmal (Coleophora lusciniaepennella) är en fjärilsart som först beskrevs av Treitschke 1833.  Videsäckmal ingår i släktet Coleophora, och familjen säckmalar. Arten är reproducerande i Sverige.

## Bildgalleri

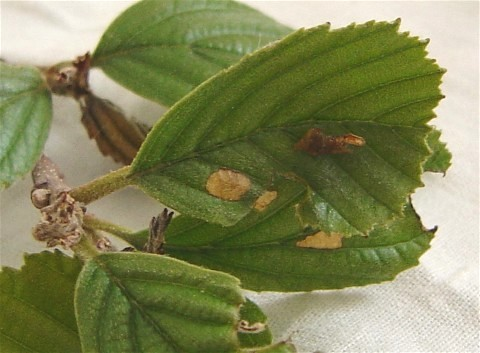
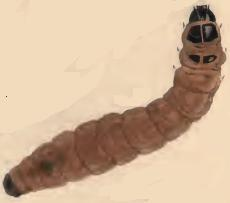
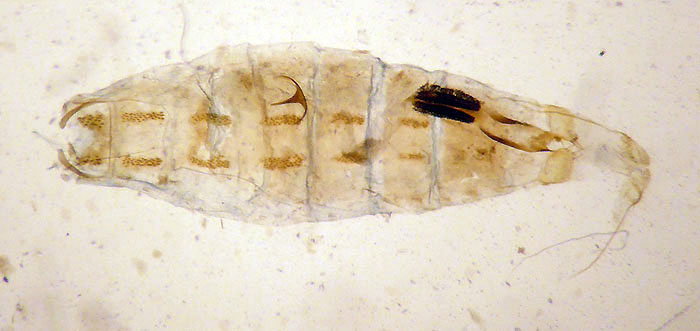